# Orville Brown
Orville Brown (nacido el 10 de marzo de 1908 en Sharon, Kansas, † fallecido el 24 de enero de 1981 en Lee's Summit, Misuri) fue un luchador profesional. Trabajó para la NWA World Heavyweight Championship donde logró conseguir el NWA World Heavyweight Championship siendo reconocido como el primer campeón de la historia en 1948. Su carrera como luchador profesional acabó abruptamente el 1 de noviembre de 1949, cuando sufrió un accidente automovilístico recibiendo severos daños irreversibles.

## Campeonatos y logros
- Organización desconocida
  - Kansas Heavyweight Championship

- Midwest Wrestling Association
  - MWA World Heavyweight Championship (11 veces)

- National Wrestling Alliance
  - NWA World Heavyweight Championship (1 vez)

- Professional Wrestling Hall of Fame

- Pioneer Era inducido en 2005